# Доктор Албан
Доктор Албан (Dr. Alban, наст. имя Албан Узома Нвапа) — шведский музыкант нигерийского происхождения, владелец собственной звукозаписывающей студии Dr. Records.

## Биография
Албан Нвапа начал профессионально заниматься музыкой в возрасте 23 лет. Нвапа не собирался становиться музыкантом: он учился в Каролинском институте на стоматолога. Поначалу музыка для Албана была просто хобби, а потом уже стала средством к существованию. Для того чтобы оплатить учёбу в университете, он устраивается в качестве диджея в популярный ночной клуб Стокгольма под названием «Alphabet Street». Через некоторое время его имя становится известным среди любителей клубной музыки Швеции. Позже Албан заканчивает университет и устраивается на работу в качестве практикующего стоматолога, но увлечение клубной музыкой не забыто: по вечерам он продолжает подрабатывать в ночном клубе.
В 1990 году Албан знакомится с DJ Denniz PoP, представляющим звукозаписывающий лейбл SweMix. Совместно с Denniz и рэп-исполнительницей Leila K Албан записывает первую композицию «Hello Africa» (с англ. — «Привет, Африка»), которая приносит ему первый успех. Эта песня — дань нигерийским корням Албана. В качестве сценического псевдонима Албан Нвапа оставляет своё имя, но добавляет к нему сокращение Dr., в результате получается Dr. Alban (Доктор Албан). Доктор — это намёк на несостоявшуюся карьеру стоматолога.
Дебютный альбом «Hello Afrika» расходится по миру миллионным тиражом и приносит Албану мировую известность. Композиция «No Coke» (с англ. — «Нет кокаину») была основным мотивом шведской антинаркотической программы того времени. На мотив Hello Afrika также была записана композиция «Десять маленьких мотоциклистов», пропагандирующая безопасное вождение мопедов шведской молодёжью.
Год спустя второй альбом Албана, «One Love», продаётся тиражом более чем в 1,6 миллиона экземпляров. На этом же альбоме выходит композиция «It’s My Life» (с англ. — «Это моя жизнь»), ставшая визитной карточкой Dr. Alban. «It’s My Life» занимает ведущие позиции в хит-парадах не только в Израиле, Голландии, Германии и Великобритании, но и на всем постсоветском пространстве. Всего в Европе было продано свыше двух миллионов экземпляров. Вслед за этой композицией последовал сингл «One Love». Количество проданных альбомов составило 17 миллионов копий.
В 1994 году Dr. Alban выпускает альбом «Look Who’s Talking» (с англ. — «Кто бы говорил!»), в 1996 — «Born In Africa» (с англ. — «Рождённый в Африке»). Альбомы сопровождаются синглами «Look Who’s Talking» (припев которой спела известная шведская вокалистка Нана Хедин), «Let The Beat Go On». Альбом Look Who’s Talking» был первым, который принес Албану золотую награду в его родной Швеции (продажи превысили 50 000 копий).
Албан создаёт в Стокгольме свой звукозаписывающий лейбл Dr. Records, под маркой которого издаются все альбомы Dr. Alban, начиная с «Born In Africa». Выпускает альбомы артистов шведской эстрады.
В 2000 году Албан выпустил сингл «What Do I Do», который занял 43-е место в чартах Швеции. Альбом Prescription провалился, так как нигде не попал в чарты.
В 2007 году, после многих лет отсутствия на музыкальной сцене, доктор Албан выпустил студийный альбом «Back to Basics». Он был продан в Интернете только через официальный сайт доктора Албана. В России, однако, были выпущены физические компакт-диски и кассеты.
В 2015 году он выпустил сингл «Hurricane», который не попал в европейские чарты.
В мае 2020 года Албан выпустил песню «Hello Sverige» (на шведском языке), чтобы побудить население Швеции соблюдать меры социального дистанцирования, принятые для противодействия пандемии COVID-19. В следующем месяце он выпустил английскую версию под названием «Hello Nations». Песня является еще одним ремейком его классического хита «Hello Afrika».
Сингл и клип Drama этого же года посвящён многолетней истории отношений Албана со шведской «жёлтой прессой», которая много лет не может смириться с тем, что чёрный африканец добился большого успеха в Швеции.
Творчество Dr. Alban оказало влияние и на творчество других исполнителей. Так, например, мелодия из «Reggae gone ragga» отчётливо слышна в песне «Саня-пионер» группы «Красная плесень» и в аранжировке частушек о поручике Ржевском в исполнении Игоря Малинина, а песня «Синие розы» группы «Freguenz» является почти что кавером на песню «Long time ago».
Приверженец христианства, что находит отражение в творчестве. В целом в его творчестве существует ряд сквозных тем, прежде всего различные гуманитарные ценности, Африка, международные отношения, а также, например, стоматология.
Регулярно цитирует в творчестве сам себя, на мотив песни Hello Afrika записал серию римейков — о безопасном вождении, о чемпионате по футболу 2010 года, о пандемии COVID-19 и др.
Доктор Албан является родным дядей Рикарды Вальткен (Ricarda Waltken) — бывшей участницы немецкой поп-хип-хоп-группы Tic Tac Toe.
Албан познакомился со своей будущей женой, шведской учительницей Катрин Херманссон, в 2004 году через футболиста Томаса Бролина. У пары две дочери, Джейн (2005 г.) и Джулия (2008 г.). Отношения закончились в 2021 году. После развода Албан продолжил жить в Стокгольме.

## Дискография

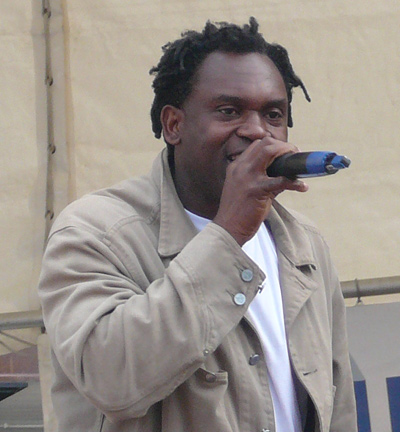
Dr. Alban во время концерта в 2009 году

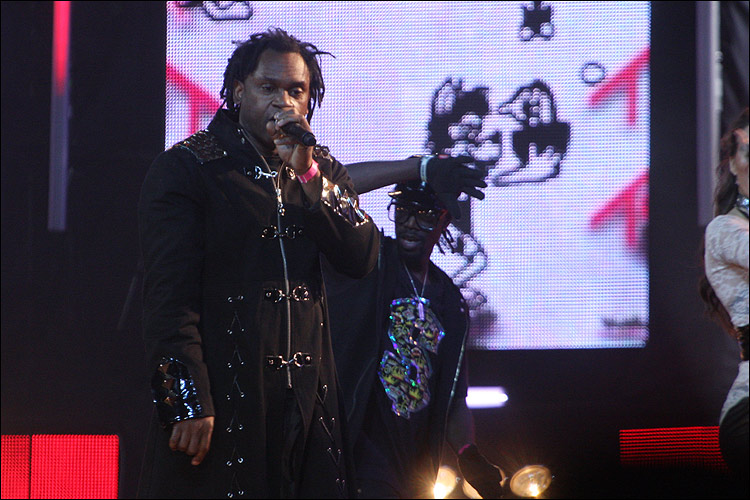
Супердискотека 90-х. Москва, 2010 год

| - 1990 — Hello Afrika - 1992 — One Love - 1994 — Look Who's Talking! (The Album) - 1996 — Born In Africa - 1997 — I Believe - 2000 — Prescription - 2007 — Back to Basics - 1993 — Ragga Gone Re-mix (ЮАР) - 1997 — The Very Best Of 1990 — 1997 - 1998 — It´s My Life - 2013 — The Best Of (ЮАР) - 1994 — Look Who's Talking! (The Video ... And More) | - 1990 — Hello Afrika (feat. Leila K.) - 1990 — No Coke - 1991 — Sing Shi-Wo-Wo (Stop The Pollution) - 1991 — U & Mi - 1992 — It’s My Life - 1992 — One Love - 1993 — Sing Hallelujah! - 1994 — Look Who's Talking! - 1994 — Away From Home - 1994 — Let The Beat Go On - 1995 — This Time I Free - 1995 — Sweet Dreams (feat. Swing) - 1996 — Born In Africa - 1996 — Hallelujah Day - 1997 — Mr. DJ - 1997 — Guess Who’s Coming To Dinner / Mr. DJ (Netherlands) - 1997 — Mr. DJ / Guess Who’s Coming To Dinner (Netherlands) - 1997 — It’s My Life '97 - 1997 — Long Time Ago - 1997 — The ’97 Remixes - 1997 — The Very Best Of 1990 — 1997 The Megamix - 1997 — Hakuna Matata (feat. Swahili Nation) - 1998 — Feel The Rhythm - 1998 — Enemies / Guess Who’s Coming To Dinner - 1998 — Sing Hallelujah! (Remix 1998) - 1998 — Papaya Coconut (Come Along) (vs. Kikki Danielsson) - 1999 — Colour The World (with special appearance of Sash!) - 2000 — Because Of You - 2000 — What Do I Do - 2000 — Looking For Something - 2002 — I Like To Move It (feat. DJ Aligator Project) - 2003 — Work Work - 2004 — Sing Hallelujah! (Recall 2004) - 2006 — Sing Hallelujah! (feat. Yamboo) - 2006 — Chiki Chiki (feat. Starclub) - 2007 — Don't Joke With Fire - 2008 — I Love The 90’s (vs. Haddaway) - 2009 — Summerday (feat. m:ret-zon) - 2009 — Carolina (& Charly Boy) (Finland) - 2010 — Hello Africa 2010 (& Dr. Victor (feat.Cantona & Sash!) - 2010 — Hello South Africa (feat. Sash!) - 2010 — 100 X Hívtalak (feat. Tissy) - 2012 — Loverboy - 2014 — Around The World (feat. Jessica Folcker) - 2015 — Chawki feat. Dr. Alban - It's My Life (Don't Worry) (Official Video HD) - 2015 — Hurricane - 2020 — Hello Nations, социальная песня о пандемии COVID-19 на мотив Hello Afrika - 2020 — Dr. Alban & Folkhemmet - Drama (на шведском языке) |